# 8684 Райхенвайн
8684 Райхенвайн (8684 Reichwein) — астероїд головного поясу, відкритий 30 березня 1992 року.
Тіссеранів параметр щодо Юпітера — 3,691.